# Bungei (Zeitschrift)

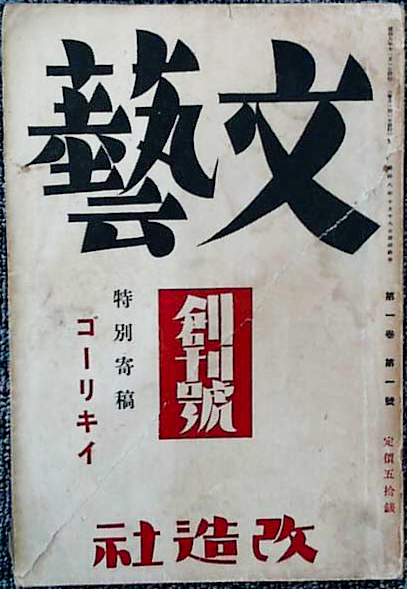
1. Ausgabe des Bungei, 1933

Bungei (japanisch 文藝) ist der Name zweier literarischer Magazine.

## Übersicht
1. Bungei war ein populäres monatliches Magazin, das im Rahmen der Wiederbelebung der zunächst unterdrückten Proletarischen literarischen Bewegung entstand. Bungei wurde zunächst beim Verlag Kaizōsha (改造社) von November 1933 bis Juli 1944 herausgegeben. Beiträge schrieben Ishizaka Yōjirō, Dazai Osamu, Okamoto Kanoko, Hayashi Fumiko, Takami Jun, Nakano Shigeharu, Oda Sakunosuke, Kubokawa Tsurujirō, Kamei Katsuichirō, Hayashi Fusao, Uno Kōji, Miyamoto Yuriko. Als Kaizōsha 1944 von der Regierung geschlossen wurde, wurde der Zeitschriftenname von dem Verlag Kawade Shobō übernommen.
2. Für das neue Magazin schrieben zunächst Autoren wie Satō Haruo, Kawabata Yasunari, Dazai Osamu, Ibuse Masuji und Mishima Yukio. Ab den 1950er Jahren kamen Noma Hiroshi, Nakamura Shin’ichirō und Nakamura Mitsuo dazu. Das Magazin wurde 1957 eingestellt.
Seit der Wiederaufnahme 1962 publiziert das Magazin wieder Originalbeiträge und Kritiken zur zeitgenössischen Literatur. Beiträge lieferten oder liefern Takahashi Kazumi, Ishihara Shintarō, Masahiro Mita, Jūrō Kara. Bis 1980 wurde das Magazin monatlich herausgegeben. Seit 1980 erscheint es vierteljährlich.
Der Verlag vergibt seit 1962 alljährlich im November den Bungei-Preis (文藝賞, Bungeishō). Gegenwärtiger Chefredakteur ist seit 2011 Ikezawa Natsuki.
Die Bungei gehört neben Gunzō (群像), Shinchō (新潮), Bungakukai (文學界) und Subaru (すばる) zu den 5 großen Literaturzeitschriften Japans.

## Weblink
- Website des Kawade Shobō Shinsha Verlages (japanisch)